# Relación de un veterano de la independencia
Relación de un veterano de independencia es una novela histórica del escritor, catedrático, político y diplomático ecuatoriano Carlos R. Tobar, publicada originalmente en entregas en 1891 y recopilada en libro en 1895 y 1909.

## Análisis
Tobar quien formaba parte de la Academia Ecuatoriana de la Lengua y por su carrera diplomacia sabía mucho de historia decidió escribir esta novela sobre la independencia de Ecuador. Ya había publicado estudios del General Antonio José de Sucre en la revista Anales de la Universidad Central. Además era conocido por su escrito titulado Timoleón y Coloma donde se muestra como un autor capaz y lleno de humor. Fue pues la "Relación", palabra utilizada antiguamente para describir un documento informativo, generalmente dirigido al rey después de un hecho importante, la que se convertiría en su obra principal, publicado en dos tomos, y en cerca de 500 páginas, donde Tobar ofrece su interpretación de la independencia, desde los ojos de Antonio Mideros. Destaca la estructura de las novelas donde el héroe debe formarse, es decir pasar por una circunstancia que le inicia, lo convierte en personaje principal (lo que se desarrolla en el tomo primero) para después cumplir con su cometido. Entremedias el autor descubre las costumbres de la época y el ambiente en el que se desarrolla. Fue incluida dentro de la antología de novelas históricas por su importancia en varios estudios.

## Resumen
La historia es narrada por Antonio Mideros, un héroe de las guerras de independencia de Ecuador, quien relata su vida desde la infancia y su participación en eventos clave como el Primer Grito de Independencia en Quito el 10 de agosto de 1809 y la masacre del 2 de agosto de 1810, donde su padre fue asesinado.
La novela se divide en dos partes. La primera se centra en la "formación del héroe", describiendo la vida y costumbres de la época en la hacienda de Don José Segundo Rey, donde Mideros encuentra refugio junto a su mentor Mariano Castillo. Esta sección tiene un tono costumbrista y presenta personajes de diversas clases sociales, así como la relación amorosa de Mideros con Aurora, la hijastra de Segundo Rey. La segunda parte narra las acciones de Mideros en las batallas de independencia, su encuentro con el general Antonio José de Sucre y su regreso a Quito, culminando con su participación en la Batalla de Pichincha el 24 de mayo de 1822.
El autor utiliza un estilo narrativo rico y detallado, con toques de sarcasmo y humor, para retratar la sociedad quiteña de principios del siglo XIX. La novela aborda temas como el heroísmo, los ideales de independencia, la crítica a la monarquía y la república, y la reflexión sobre el futuro del país. A pesar de su calidad literaria y su valor histórico, la obra ha recibido poca difusión y reconocimiento, con solo tres ediciones publicadas en más de 100 años.

## Personajes principales
Los personajes principales de esta novela son:
- Antonio Mideros: El narrador y protagonista, un héroe de las guerras de independencia que relata su vida y experiencias.
- Mariano Castillo: Sobreviviente de la masacre del 2 de agosto de 1810 y mentor de Mideros.
- Aurora: Hijastra de Don José Segundo Rey y el interés amoroso de Mideros.
- Don José Segundo Rey: Propietario de la hacienda donde Mideros y Castillo encuentran refugio.
- General Antonio José de Sucre: El líder independentista, a quien Mideros conoce y describe.
- El padre de Mideros: Patriota asesinado durante la masacre del 2 de agosto de 1810.